# Réactif de Tebbe
Le réactif de Tebbe (nommé en hommage au chimiste Frederick Nye Tebbe, dit Fred Tebbe) est un composé organométallique de formule (η5-C5H5)2Ti(µ-CH2)(µ-Cl)Al(CH3)2. Il est utilisé pour la méthylénation d'esters et de cétones et est préparé à partir de triméthylaluminium.
Ce complexe présente deux noyaux métalliques pontés par un radical méthyl ou chlore, l'un de titane et l'autre d'aluminium. Le noyau titane porte deux anions cyclopentadiène, et le noyau aluminium, deux méthyles.
Le réactif de Tebbe est une substance de teinte rouge, commercialisée sous forme de solution de toluène, spontanément inflammable, qui doit donc être manipulée en enceinte purgée d'oxygène.

## Préparation
Le réactif de Tebbe est obtenu par réaction à température ambiante de dichlorure de titanocène (Cp2Cl2Ti) sur du triméthyl-aluminium. On peut obtenir par la même occasion le carbène dit catalyseur de Schrock, servant notamment à la méthylénation, par action d'une base (par exemple de la pyridine).

## Mécanisme de réaction

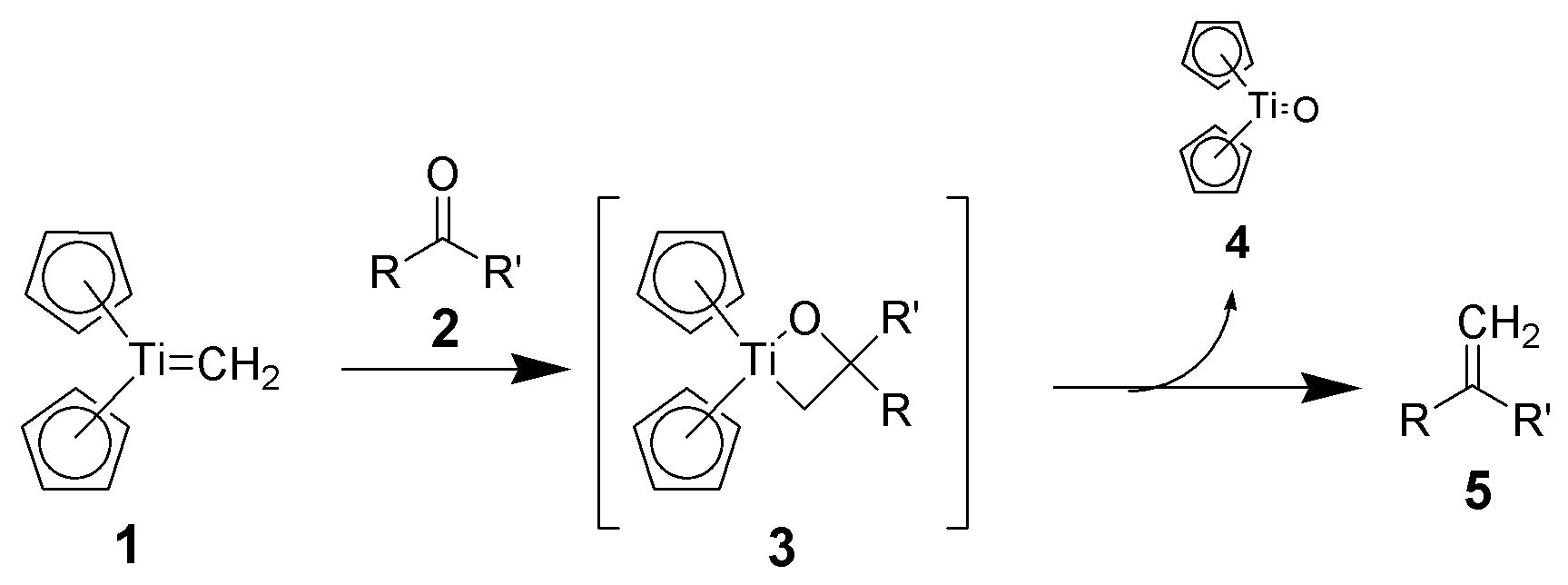
Mécanisme de réaction d'une méthylénation en utilisant le réactif de Tebbe.